# 全校集会
「全校集会」（ぜんこうしゅうかい）は、2022年9月13日にソニー・ミュージックレコーズから発売された遊助の34枚目のシングル。

## 概要
前作「僕らの時代」から約1年ぶりのシングル。
来年の3月でデビュー15周年を迎える遊助の34枚目シングル。遊助節が全開のアップテンポなリード曲「全校集会」に加え、2022年からスタートした往年の名曲をカバーするサンプリングカバーシリーズの新曲を含む、全4曲を収録。
完全生産限定盤には、ここでしか見ることのできないスペシャルライブ映像と、制作の裏側を追ったフォトブック、アクリルスタンドが付属した豪華特典盛りだくさんの内容となっている。

## 販売形態

### 完全生産限定盤
- CD+BD+オフショットフォトブックレット（28P）
- アクリルスタンド（Guitar ver.）

### 初回生産限定盤
- CD+アクリルスタンド（Bass ver.）

### 通常盤
- CDのみ

## 収録曲

### 完全生産限定盤・初回生産限定盤・通常盤共通
CD
1. 全校集会
作詞：遊助、作曲・編曲：遊助・津波幸平
2. 風になりたい～海風～
作詞・作曲：宮沢和史、編曲：遊助・丸谷マナブ
3. 君は天然色
作詞：松本隆、作曲：大瀧詠一、編曲：遊助・N.O.B.B
4. わんぱく野球バカ（Reggae Remix）
作詞：遊助、作曲：HASE-T・遊助、編曲：HASE-T

完全生産限定盤
DVD
1. 風になりたい～海風～
2. 青の糸
3. いるよ